# Fem
La revista fem fue una publicación feminista que se editó de 1976 a 2005, en sus artículos, escritos por mujeres, se planteaba romper con los roles de género específicamente los impuestos a las mujeres.
fem se ocupaba de los asuntos de las mujeres: feminismo, historias de vida, mujeres, participación política de las mujeres, aborto, derechos de las mujeres, violencia contra las mujeres, literatura, mujeres escritoras, poesía, maternidad, revistas feministas, entre otros. En 29 años de publicarse fem tuvo la participación de 1259 autoras (y algunos autores) y un total de 4310 textos.

## Historia
La idea de tener un medio de comunicación de y para mujeres se gestó en 1975 en un viaje a Morelia que hicieron Alaíde Foppa y Margarita García Flores, para dar una conferencia, platicando llegaron a la conclusión de que hacía falta un espacio en el que escribieran exclusivamente mujeres y que al mismo tiempo diera protagonismo a los temas de las mujeres. 
El primer número de fem se publicó en octubre de 1976 con la dirección de Alaíde Foppa y Margarita García Flores. Formaron parte del Consejo Editorial del primer número:  Elena Poniatowska, Lourdes Arizpe, Margarita Peña,  Beth Miller,  Elena Urrutia, Marta Lamas y Carmen Lugo, con Alba Guzmán, en la administración.
La revista se imprimía por un convenio, logrado por Foppa, con el periódico Unomásuno quien realizaba un tiraje de doce mil ejemplares, de los cuales, nueve mil se distribuían a los suscriptores del diario y el resto se entregaba al equipo para su venta.
Los artículos que integraron ese primer número fueron: Anatomía no es destino de Foppa, Castillo en Francia de Poniatowska, Del trabajo invisible al trabajo visible de Urrutia, ¿Quién terminará con el fascismo amoroso de Glantz, Las taquilleras del Metro ganan una batalla de Lamas, así como una entrevista de Simone de Beauvoir a Jean Paul Sartre, entre otras.

El primer editorial explicaba el objetivo de la revista: 
"Fem se propone señalar desde diferentes ángulos lo que puede y debe cambiar en la condición social de las mujeres; invita al análisis y a la reflexión. No queremos disociar la investigación de la lucha y consideramos importante apoyarnos en datos verificados y racionales y en argumentos que no sean sólo emotivos".
El equipo siempre deseó lograr una distribución masiva, que estuviera al alcance de trabajadoras, amas de casa, enfermeras, etc. objetivo que no se logró, la publicación se ha convertido en revista de consulta de sectores universitarios.
En 1980 una de sus directoras, Alaíde Foppa es secuestrada en Guatemala y tiempo después se confirma su muerte. Tras un paréntesis por esta muerte la revista cambia de diseño, el formato pasa a ser tamaño carta, se crea la asociación "Difusión Cultural Feminista" y la dirección de la revista pasa a ser colectiva. En 1984 tras una década de publicación se nombra a Berta Hiriart como directora única que le da a la revista un matiz más periodístico con noticias, entrevistas, crónicas y reportajes.
En octubre de 1987 la revista pasa a ser mensual y asume la dirección Esperanza Brito de Martí.

### Cierre
Parte fundamental del financiamiento de fem fue la solidaridad de lectoras, aliadas y de colectivos feministas que al diversificarse encontraron otros canales de expresión. La revista al no ser un producto mercadológico, además de ataques conservadores, no logró vender publicidad suficiente para subsistir; esto se endureció en el sexenio del presidente Vicente Fox (2000–2006): varios espacios les fueron cancelados.
En 2005, por problemas financieros, la revista fem tuvo que suspender su publicación. La directora de la última etapa fue Esperanza Brito de Martí.

### Digitalización defem
Pueden consultarse en línea 261 números de las revista fem publicados entre 1976 y 2005. La digitalización fue realizada por Archivos históricos del Feminismo, que también digitalizó y catalogó varios números de La Boletina, La Revuelta, Cihuat y La Correa Feminista. 